# لیاستسیمس
لیاستسیمس (به لاتین: Lejasciems) یک روستا در لتونی است که در شهرداری گولبن واقع شده‌است. لیاستسیمس ۱٬۶۵۵ نفر جمعیت دارد.